# 綠山城大學
綠山城大學（波蘭語：Uniwersytet Zielonogórski）位於波蘭綠山城，成立於2001年9月1日，是由1971年成立的綠山城教育大學和1965年成立的技術大學合併而成。它是波蘭較新的大學之一。主要建築位於A與B兩個校區。設有12個學院和1個分支學院。